# Židovský hřbitov v Polici
Židovský hřbitov v Polici se nachází na jižním okraji obce nedaleko Židovské ulice. Na ploše 2 145 m² se dochovalo 300 náhrobků od baroka až po počátek 20. století. Nejstarší náhrobek je datován rokem 1681. Hřbitov je obehnán zdí, v níž je vybudován vchod s márnicí. Je chráněn jako kulturní památka České republiky.

## Historie
Na jižním okraji staré obce vybudoval v roce 1728 hrabě Adam Berchtold po vydání translokačního reskriptu Karlem VI. po obou stranách úvozu pro židovské obyvatelstvo asi 25 domů. Celá ulice se dochovala v původní dispozici. Na okraji barokního ghetta leží židovský hřbitov. 25. června v roce 1758 nově založená ulice vyhořela a s ní pravděpodobně i dřevěná synagoga. Rychtář židovské obce Izák Landesmann se postaral nejen o výstavbu nových domů, ale také nové synagogy. Přesto se část obyvatel židovské obce odstěhovalo. V roce 1769 zde žilo 17 židovských rodin, v letech 1787 až 1848 22 rodin. Po zrušení omezujících židovských zákonů se Židé počali stěhovat do měst a roku 1869 zde žilo již jen 43 Židů. Roku 1891 byla nakonec židovská obec v Polici připojena k židovské obci jemnické. Na přelomu století v roce 1900 zůstávalo v obci 12 osob židovského vyznání. Ještě před vypuknutím první světové války se v roce 1913 odstěhoval poslední Žid. Hřbitov byl pravděpodobně využíván již v roce 1523. I když nejstarší čitelný náhrobek pochází z roku 1681, unikátem je náhrobní kámen Mošeho Cviho Hirschkrona z roku 1842. Na kameni je vyobrazen Mojžíš držící desky Desatera. Jedná se o symboliku pohřbeného jmenovce Mošeho, který zrovna tak jako Mojžíš plnil přikázání Tóry.

## Poloha
Cesta ke hřbitovu vede z centra kolem zámku jižním směrem k Jiratickému potoku z kopce židovskou čtvrtí a přechází později v polní cestu. Od budov u Jiratického potoka pokračuje malá úvozová pěšina až k márnici, která stojí v severním rohu hřbitova a kudy se také do areálu vchází. Celý hřbitov je uzavřen kamennou zdí. Přístup na hřbitov je volný.